# Лоун Џек (Мисури)
Лоун Џек (енгл. Lone Jack) град је у америчкој савезној држави Мисури.

## Демографија
По попису из 2010. године број становника је 1.050, што је 522 (98,9%) становника више него 2000. године.
| Група             | 2000.       | 2010.       |
| Белци             | 501 (94,9%) | 982 (93,5%) |
| Афроамериканци    | 14 (2,7%)   | 21 (2,0%)   |
| Азијати           | 2 (0,4%)    | 5 (0,5%)    |
| Хиспаноамериканци | 4 (0,8%)    | 13 (1,2%)   |
| Укупно            | 528         | 1.050       |